# Utricularia micropetala
Utricularia micropetala — вид рослин із родини пухирникових (Lentibulariaceae). 

## Біоморфологічна характеристика
Однорічна тонка наземна трава. Ризоїди капілярні. Листки в основному зів'ялі під час цвітіння, розкидані на ризоїдах, дуже вузькі лінійні, тупі. Квітки 2–3, віддалені. Чашолистки яйцеподібні, дещо нерівні, тісно жилковані; верхній більший, 0.3–0.4 см, загострений; нижній гострий. Віночок завдовжки ≈ 1 см, жовтий; верхня губа яйцеподібна, цільна, завдовжки ≈ 0.2 см; нижня губа субквадратна, хвиляста, завдовжки ≈ 0.2 см; шпора конічна, завдовжки ≈ 0.7 см й ≈ 0.3 см ушир. Незріла коробочка еліпсоїдна.

## Середовище проживання
Зростає у західно-центральній Африці: Гвінея, Сьєрра-Леоне, Нігерія, Центральноафриканська Республіка, Камерун, Кот-д'Івуар, Малі, Буркіна-Фасо, Бенін.